# X for Henry Flynt
„X for Henry Flynt“ je avantgardní dílo amerického skladatele La Monte Younga z roku 1961. Britskou premiéru skladby provedl velšský hudebník a skladatel John Cale, který později s Youngem také spolupracoval. Cale poklekl na zem před klavír, spojil ruce a zčal celými pažemi mlátit do kláves nástroje. Několik diváků se po pěti minutách hluků vyluzovaných klavírem rozhodlo nástroj od Calea odtáhnout.